# 西米良村
西米良村（日语：／ Nishimera son */?）是位于日本宮崎縣西部的行政區劃，轄內96%的區域為山林地，也是宮崎縣內人口最少的行政區劃。
雖然屬於宮崎縣，但由於歷史緣故和熊本縣的球磨地方有很深的淵源。

## 歷史
過去此地屬於肥後國球磨郡，15世紀初，原以肥後國北部菊池郡為據點的菊池氏後代米良氏來到此地，並掌控米良山區域。江戶時代後，成為人吉藩領地，1871年實施廢藩置縣後隸屬人吉縣，但在同年的第一次府縣整併中，又被併入八代縣。
1872年被劃入改隸屬美美津縣兒湯郡，此後又隨著美美津縣的整併先後隸屬宮崎縣和鹿兒島縣，直到1883年才再次屬於現在的宮崎縣；1889年實施町村制時整個米良山地區被分為西米良村和東米良村兩個行政區劃，此後東米良村被併入西都市及木城町，但西米良村至今未參與任何合併仍為單獨的行政區劃。

## 交通
轄內對外交通主要仰賴宮崎交通通往西都市，而內部各村落之間的交通則有村營的西米良村營巴士。

## 外部連結
- （日語） 西米良應援隊的Facebook專頁
- OpenStreetMap上有關西米良村的地理